# Qualificazioni al campionato mondiale di calcio 2006
Le Qualificazioni al campionato mondiale di calcio 2006 hanno stabilito trentuno delle trentadue partecipanti – la Germania è qualificata d'ufficio in qualità di nazione ospitante – al campionato del mondo 2006. 
ll sorteggio per la composizione dei gironi di qualificazione si è svolto il 5 dicembre 2003 alla "Feshtalle Arena", a Francoforte sul Meno.

## AFC
- 39 squadre partecipanti (Cambogia, Filippine, Bhutan e Brunei non iscritte, Birmania esclusa);
- 3 turni di qualificazione e una gara di play-off;
- Si qualificano le prime 2 classificate dei 2 gironi del terzo turno, mentre la vincente dei play-off tra le terze classificate accede allo spareggio interzona contro la 4ª classificata della fase finale delle qualificazioni CONCACAF.

Squadre qualificate:
- Arabia Saudita (1ª classificata nel gruppo A della fase finale);
- Corea del Sud (2ª classificata nel gruppo A della fase finale);
- Giappone (1ª classificata nel gruppo B della fase finale);
- Iran (2ª classificata nel gruppo B della fase finale).

## CAF
- 51 squadre partecipanti alle qualificazioni (Gibuti e Comore non iscritte);
- 2 turni di qualificazione (il primo con partite di andata e ritorno, il secondo con 5 gironi da 6 squadre ciascuno);
- Si qualificano le prime classificate dei 5 gironi della fase finale.

Squadre qualificate:
- Togo (1ª classificata nel gruppo 1 della fase finale);
- Ghana (1ª classificata nel gruppo 2 della fase finale);
- Costa d'Avorio (1ª classificata nel gruppo 3 della fase finale);
- Angola (1ª classificata nel gruppo 4 della fase finale);
- Tunisia (1ª classificata nel gruppo 5 della fase finale).

## CONCACAF
- 34 squadre partecipanti alle qualificazioni (Porto Rico non iscritto);
- 3 turni di qualificazione;
- Si qualificano le 3 prime classificate della fase finale, mentre la 4ª classificata disputa uno spareggio interzona con la vincente dello spareggio tra le terze classificate nei 2 gruppi della fase finale AFC.

Squadre qualificate:
- Stati Uniti (1ª classificata nel gruppo unico della fase finale);
- Messico (2ª classificata nel gruppo unico della fase finale);
- Costa Rica (3ª classificata nel gruppo unico della fase finale).

## CONMEBOL
- 10 squadre partecipanti alle qualificazioni;
- 1 girone di qualificazione;
- Si qualificano le 4 prime classificate, mentre la 5ª classificata disputa uno spareggio interzona con la vincente della finale delle qualificazioni OFC.

Squadre qualificate:
- Brasile (1ª classificata nel gruppo unico);
- Argentina (2ª classificata nel gruppo unico);
- Ecuador (3ª classificata nel gruppo unico);
- Paraguay (4ª classificata nel gruppo unico).

## OFC
- 12 squadre partecipanti alle qualificazioni (la Nuova Caledonia partecipa quale membro provvisorio);
- 2 turni di qualificazione (coincidenti con le qualificazioni e la fase finale della Coppa delle nazioni oceaniane 2004, ad eccezione della finale di coppa) ed una finale;
- La vincente della finale delle qualificazioni OFC disputa uno spareggio interzona con la 5ª classificata del girone unico di qualificazione CONMEBOL.

## UEFA
- 51 squadre partecipanti alle qualificazioni (Germania ammessa automaticamente in quanto paese organizzatore);
- 8 gruppi di qualificazione (5 da 6 squadre e 3 da 7 squadre);
- Si qualificano, oltre alla Germania, le 8 prime classificate di ciascun girone, le 2 migliori seconde e le 3 vincitrici degli spareggi tra le 6 peggiori seconde.

Squadre qualificate:
- Germania (paese organizzatore del torneo);
- Paesi Bassi (1ª classificata nel gruppo 1);
- Ucraina (1ª classificata nel gruppo 2);
- Portogallo (1ª classificata nel gruppo 3);
- Francia (1ª classificata nel gruppo 4);
- Italia (1ª classificata nel gruppo 5);
- Inghilterra (1ª classificata nel gruppo 6);
- Polonia (2ª classificata nel gruppo 6);
- Serbia e Montenegro (1ª classificata nel gruppo 7);
- Croazia (1ª classificata nel gruppo 8);
- Svezia (2ª classificata nel gruppo 8);
- Spagna (vincitrice del primo spareggio);
- Svizzera (vincitrice del secondo spareggio);
- Rep. Ceca (vincitrice del terzo spareggio).

## Spareggi intercontinentali
Squadre qualificate:
- Australia (vincitrice dello spareggio CONMEBOL-OFC);
- Trinidad e Tobago (vincitrice dello spareggio AFC-CONCACAF).

## Squadre qualificate

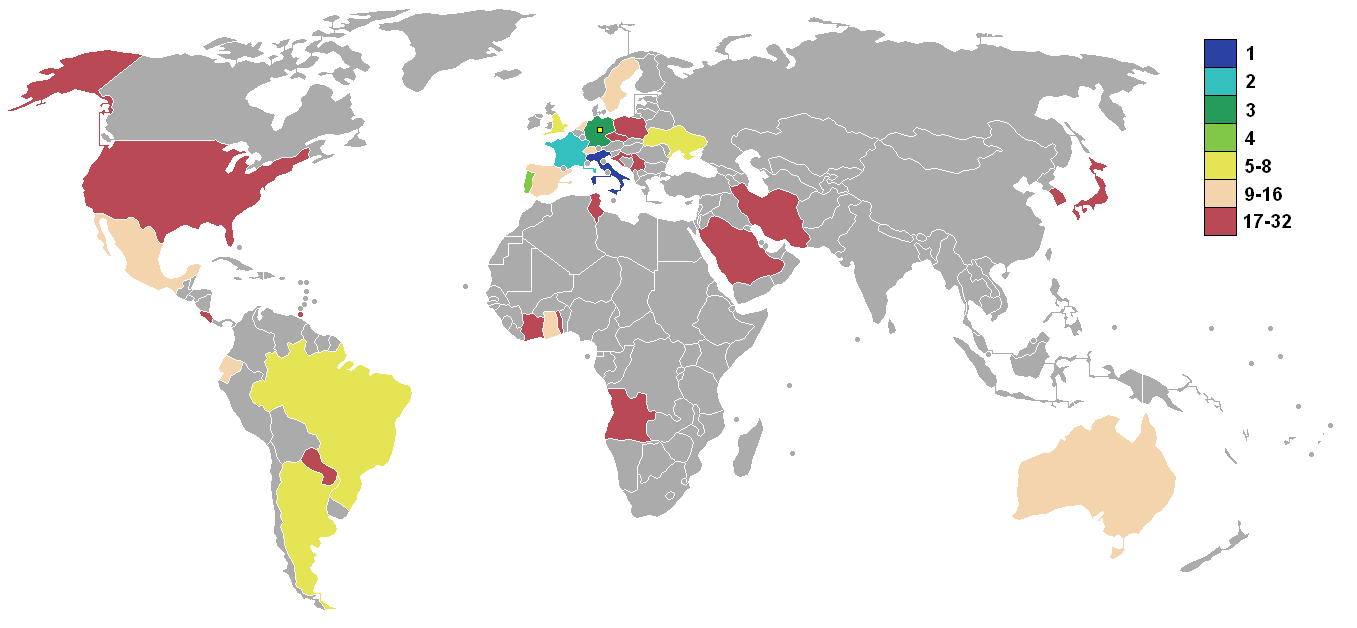
Le squadre qualificate

| Squadre             | Numero di presenze | Numero di presenze consecutive | Ultima apparizione |
| ------------------- | ------------------ | ------------------------------ | ------------------ |
| Angola              | 1                  | 1                              | esordiente         |
| Arabia Saudita      | 4                  | 4                              | 2002               |
| Argentina           | 14                 | 9                              | 2002               |
| Australia           | 2                  | 1                              | 1974               |
| Brasile             | 18                 | 18                             | 2002               |
| Corea del Sud       | 7                  | 6                              | 2002               |
| Costa d'Avorio      | 1                  | 1                              | esordiente         |
| Costa Rica          | 3                  | 2                              | 2002               |
| Croazia             | 3                  | 3                              | 2002               |
| Ecuador             | 2                  | 2                              | 2002               |
| Francia             | 12                 | 3                              | 2002               |
| Germania            | 16                 | 14                             | 2002               |
| Ghana               | 1                  | 1                              | esordiente         |
| Giappone            | 3                  | 3                              | 2002               |
| Inghilterra         | 12                 | 3                              | 2002               |
| Iran                | 3                  | 1                              | 1998               |
| Italia              | 16                 | 12                             | 2002               |
| Messico             | 13                 | 4                              | 2002               |
| Paesi Bassi         | 8                  | 1                              | 1998               |
| Paraguay            | 7                  | 3                              | 2002               |
| Polonia             | 7                  | 2                              | 2002               |
| Portogallo          | 4                  | 2                              | 2002               |
| Rep. Ceca           | 9                  | 1                              | 1990               |
| Serbia e Montenegro | 10                 | 1                              | 1998               |
| Spagna              | 12                 | 8                              | 2002               |
| Stati Uniti         | 8                  | 5                              | 2002               |
| Svezia              | 11                 | 2                              | 2002               |
| Svizzera            | 8                  | 1                              | 1994               |
| Togo                | 1                  | 1                              | esordiente         |
| Trinidad e Tobago   | 1                  | 1                              | esordiente         |
| Tunisia             | 4                  | 3                              | 2002               |
| Ucraina             | 1                  | 1                              | esordiente         |